# Gandrup
Gandrup er en by i Vendsyssel med 1.571 indbyggere  (2024), beliggende 16 km sydvest for Dronninglund, 39 km sydøst for Brønderslev, 11 km nordvest for Hals og 21 km øst for Aalborg. Byen hører til Aalborg Kommune og ligger i Region Nordjylland.
Gandrup har hørt til Øster Hassing Sogn, som i 2016 blev lagt sammen med Gåser Sogn til Øster Hassing-Gåser Sogn. Øster Hassing Kirke ligger i landsbyen Øster Hassing 2 km nordøst for Gandrup.

## Faciliteter
- Gandrup Skole har 364 elever, fordelt på 0.-9. klassetrin i 19 klasser, samt to SFO'er med 124 og 28 børn. Til skolen hører også Gandrup Hallen, som skolen råder over i tidsrummet kl. 8-15. I alt har skolen 51 ansatte.[2]
- Gandrup Hallen benyttes uden for skoletid af Gandrup Sportsklub til håndbold og af Holtet Idrætsforening til håndbold og badminton.[3]
- Gandrup var kommunesæde for Hals Kommune i 1970-2006, fordi byen lå centralt for de andre byer i kommunen. Efter strukturreformen i 2007, hvor Hals Kommune blev indlemmet i Aalborg Kommune, stod rådhuset tomt i mange år. Men i 2016 blev det genoplivet som Gandrup Sundheds- og Foreningshus.
- Børnehaven Skovtrolden er normeret til 65 børn og har 3 adskilte huse med en stor fælles kuperet legeplads.[4]
- Gæstgivergaarden Gandrup blev opført over for stationen i 1901. Den har 4 selskabslokaler og kan huse selskaber på 200 personer. Den leverer også mad ud af huset.[5]
- Gandrup har købmand og pizzeria.

## Historie

### Sæbybanen
Gandrup fik jernbanestation på Sæbybanen (1899-1968). Gandrup Station blev anlagt 1 km nord for den daværende landsby. Stationen havde omløbsspor, der i den ene ende havde stikspor som endte i en jordvold, og separat læssespor med stikspor og læsseprofil af stangjern.
Stationsbygningen er revet ned, men i begge retninger er noget af banens tracé bevaret. Fra Teglværksvej går den 2 km lange Gandrup Banesti mod vest til Hovgårdsvej i Vester Hassing. Og fra Borgergade går Borgerstien mod øst. Efter viadukten under Omfartsvejen svinger Borgerstien tv. mod Øster Hassing, men th. går jernbanedæmningen mellem Teglværkssøerne til jernbanebroen over Gåser Å.

### Stationsbyen
I 1901 beskrives Gandrup således: "Gandrup med Skole, Mølle, Andelsmejeri og Jærnbanestation" På det lave målebordsblad ses desuden elværk og i stationskvarteret telefoncentral, baptistkapel og teglværk. Desuden havde byen i starten af 1900-tallet margarinefabrik, motorfabrik, gartneri, karetmager og mange andre forretninger.

## Erhverv
Ved udgravningen til jernbanen fremkom store mængder ler, som medvirkede til at Gandrup Teglværk blev etableret i 1911. Værket blev i 1967 opkøbt af Randers Tegl Gruppen, som udbyggede det til en årlig kapacitet på 27 mio. mursten. I 1989 er værket yderligere udbygget til en årlig kapacitet på 75 mio. mursten. Virksomheden beskæftiger ca. 50 medarbejdere i Gandrup. Teglværkssøerne, som er værkets 3 gamle lergrave, indgår nu i et populært rekreativt område på 25 ha med et rigt plante- og dyreliv.
Som nabo til teglværket ligger Gandrup Element, der i over 40 år har fremstillet betonelementer og er totalleverandør af råhuse. Virksomheden beskæftiger ca. 130 medarbejdere.
- Gandrup Teglværk
- Gandrup Element